# Liste der Kulturdenkmale in Loitsche-Heinrichsberg

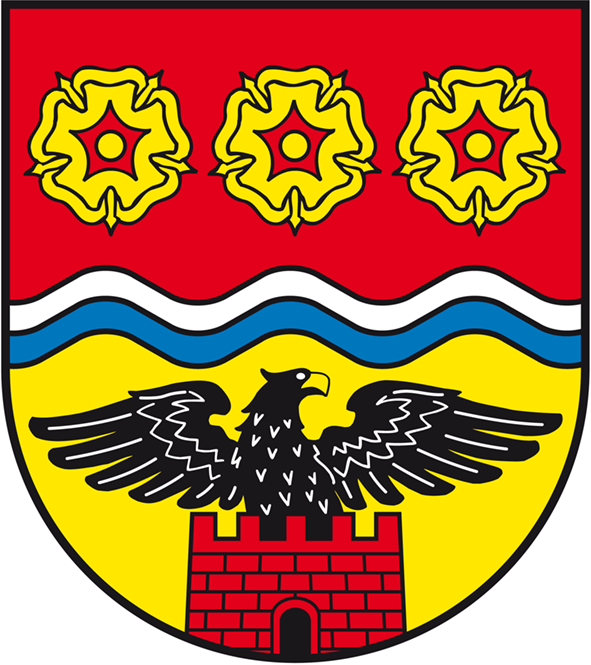
Wappen von Loitsche-Heinrichsberg

In der Liste der Kulturdenkmale in Loitsche-Heinrichsberg sind alle Kulturdenkmale der Gemeinde Loitsche-Heinrichsberg und ihrer Ortsteile aufgelistet. Grundlage ist das Denkmalverzeichnis des Landes Sachsen-Anhalt, das auf Basis des Denkmalschutzgesetzes des Landes Sachsen-Anhalt vom 21. Oktober 1991 durch das Landesamt für Denkmalpflege und Archäologie Sachsen-Anhalt erstellt und seither laufend ergänzt wurde (Stand: 31. Dezember 2022).

## Kulturdenkmale nach Ortsteilen

### Heinrichsberg
| Lage                       | Bezeichnung                  | Beschreibung                                                                             | Erfassungs- nummer | Ausweisungsart | Bild                         |
| -------------------------- | ---------------------------- | ---------------------------------------------------------------------------------------- | ------------------ | -------------- | ---------------------------- |
| Burgstraße 34 (Karte)      | Mauer                        |                                                                                          | 094 75228          | Baudenkmal     | BW                           |
| Elbstraße (Karte)          | Kriegerdenkmal Heinrichsberg | Kriegerdenkmal für die Gefallenen des Ersten Weltkriegs aus der Zeit um 1920             | 094 70354          | Baudenkmal     | Kriegerdenkmal Heinrichsberg |
| Rogätzer Straße 44 (Karte) | Toranlage Rogätzer Straße 44 | Toranlage aus dem letzten Viertel des 19. Jahrhunderts mit integriertem Taubenturm       | 094 75230          | Baudenkmal     | Toranlage Rogätzer Straße 44 |
| Rogätzer Straße 46 (Karte) | Wohnhaus Rogätzer Straße 46  | eingeschossiges verputztes Wohnhaus im Stil des Neobarocks vom Ende des 19. Jahrhunderts | 094 70353          | Baudenkmal     | Wohnhaus Rogätzer Straße 46  |

### Loitsche
| Lage                                      | Bezeichnung                       | Beschreibung                                                                       | Erfassungs- nummer | Ausweisungsart | Bild                              |
| ----------------------------------------- | --------------------------------- | ---------------------------------------------------------------------------------- | ------------------ | -------------- | --------------------------------- |
| Darre 2 (Karte)                           | Mühle                             |                                                                                    | 094 75550          | Baudenkmal     | BW                                |
| Magdeburger Straße 8, 8a (Karte)          | Wohnhaus Magdeburger Straße 8, 8a | historistische Hofanlage, Wohnhaus aus dem späten 19. Jahrhundert                  | 094 75588          | Baudenkmal     | Wohnhaus Magdeburger Straße 8, 8a |
| Stendaler Straße im Ortskern (Karte)      | Dorfkirche Loitsche               | 1793 unter Einbeziehung eines älteren Vorgängerbaus errichtete evangelische Kirche | 094 75055          | Baudenkmal     | Dorfkirche Loitsche               |
| Stendaler Straße neben der Kirche (Karte) | Kriegerdenkmal Loitsche           | 1922 errichtetes Kriegerdenkmal                                                    | 094 75056          | Baudenkmal     | Kriegerdenkmal Loitsche           |
| Stendaler Straße 2, 4 (Karte)             | Pfarrhof Loitsche                 | Pfarrhof, 1793 in Fachwerkbauweise errichtet                                       | 094 75586          | Baudenkmal     | Pfarrhof Loitsche                 |
| Stendaler Straße 8 (Karte)                | Bauernhof Stendaler Straße 8      | Bauernhof mit Wohnhaus von 1893 und zum Teil älterer Bebauung                      | 094 75587          | Baudenkmal     | Bauernhof Stendaler Straße 8      |
| Stendaler Straße 18 (Karte)               | Toranlage Stendaler Straße 18     | Torbogen, erbaut Mitte 19. Jahrhundert                                             | 094 75640          | Baudenkmal     | Toranlage Stendaler Straße 18     |
| Stendaler Straße 21 (Karte)               | Wohnhaus Stendaler Straße 21      | eingeschossiges Fachwerkwohnhaus aus dem späten 18./frühem 19. Jahrhundert         | 094 70455          | Baudenkmal     | Wohnhaus Stendaler Straße 21      |

### Ramstedt
| Lage                            | Bezeichnung      | Beschreibung | Erfassungs- nummer | Ausweisungsart               | Bild             |
| ------------------------------- | ---------------- | ------------ | ------------------ | ---------------------------- | ---------------- |
| im Park, unweit des Mausoleums  | Friedhof         | Friedhof     | 094 70486          | Baudenkmal                   |                  |
| im Schloßpark                   | Mausoleum        |              | 094 75327          | Baudenkmal                   |                  |
| Dorfstraße 1 (Karte)            | Forsthaus        |              | 094 70206          | Baudenkmal                   | BW               |
| Dorfstraße 14 Ortsrand (Karte)  | Schloss Ramstedt | Schloss      | 094 70207          | Baudenkmal                   | Schloss Ramstedt |
| Dorfstraße 14, Ortsrand (Karte) | Park             | Park         | 094 70207 002      | Teilobjekt eines Baudenkmals | BW               |

## Legende
In den Spalten befinden sich folgende Informationen:
- Lage: Nennt den Straßennamen und wenn vorhanden die Hausnummer des Kulturdenkmals. Die Grundsortierung der Liste erfolgt nach dieser Adresse. Der Link „Karte“ führt zu verschiedenen Kartendarstellungen und nennt die geographischen Koordinaten.
Link zu einem Kartenansichtstool, um Koordinaten zu setzen. In der Kartenansicht sind Baudenkmale ohne Koordinaten mit einem roten bzw. orangen Marker dargestellt und können in der Karte gesetzt werden. Baudenkmale ohne Bild sind mit einem blauen bzw. roten Marker gekennzeichnet, Baudenkmale mit Bild mit einem grünen bzw. orangen Marker.
- Offizielle Bezeichnung: Nennt den Namen, die Bezeichnung oder zumindest die Art des Kulturdenkmals und verlinkt, soweit vorhanden, auf den Artikel zum Objekt.
- Beschreibung: Nennt bauliche und geschichtliche Einzelheiten des Kulturdenkmals, vorzugsweise die Denkmaleigenschaften.
- Erfassungsnummer: Für jedes Kulturdenkmal wird in Sachsen-Anhalt eine 20stellige Erfassungsnummer vergeben. Die letzten zwölf Ziffern werden für die Untergliederung nach Teilobjekten genutzt und werden nur angegeben, soweit vergeben. In dieser Spalte kann sich folgendes Icon  befinden, dies führt zu Angaben zu diesem Baudenkmal bei Wikidata.
- Ausweisungsart: Die Einordnung des Denkmales nach § 2 Abs. 2 DenkmSchG LSA
- Bild: Ein Bild des Denkmales, und gegebenenfalls einen Link zu weiteren Fotos des Kulturdenkmals im Medienarchiv Wikimedia Commons. Wenn man auf das Kamerasymbol klickt, können Fotos zu Kulturdenkmalen aus dieser Liste hochgeladen werden: